# The Lost King of Oz
The Lost King of Oz, publicado em 1925, é o décimo-nono livro sobre a terra de Oz, série de livros criada por L. Frank Baum, e o quinto livro escrito por Ruth Plumly Thompson. Foi ilustrado por John R. Neill.